# Audit Commission
Audit Commission, grundad 1 april 1983, var  ett offentligt bolag i Storbritannien fram till 31 mars 2015. Den ersattes i april 2015 av Public Sector Audit Appointments Ltd, National Audit Office, Financial Reporting Council och Cabinet Office.
Kommissionens främsta uppgift är att förbättra ekonomin, kostnadseffektiviteten  och allmänna effektiviteten i den lokala förvaltningen, boende och hälso- och sjukvården, genom direkt revision och inspektion.